# Џилет (Вајоминг)
Џилет (енгл. Gillette) град је у америчкој савезној држави Вајоминг.

## Демографија
По попису из 2010. године број становника је 29.087, што је 9.441 (48,1%) становника више него 2000. године.
| Група             | 2000.          | 2010.          |
| Белци             | 18.350 (93,4%) | 25.327 (87,1%) |
| Афроамериканци    | 39 (0,2%)      | 123 (0,4%)     |
| Азијати           | 82 (0,4%)      | 200 (0,7%)     |
| Хиспаноамериканци | 774 (3,9%)     | 2.764 (9,5%)   |
| Укупно            | 19.646         | 29.087         |